# Басалаев, Георгий
Георгий (Григорий) Басалаев (1914 — неизвестно) — советский футболист, нападающий.
Всю недолгую карьеру в командах мастеров провёл в ленинградском «Зените». Дебютировал 2 ноября 1939 года за команду «Сталинец» в матче «Сталинец» — «Динамо» Москва (1:0) — вышел на замену после перерыва и забил мяч на 65 минуте. через 4 дня сыграл матч с ЦДКА. В 1940 году провёл ещё 6 матчей.